# Autorité du Bassin du Niger

Le bassin du Niger et les États concernés

L'Autorité du Bassin du Niger (ANB) est une organisation intergouvernementale d'Afrique de l'Ouest qui vise à promouvoir la coopération entre les États limitrophes du Niger dans la gestion et le développement des ressources du Bassin du Niger. L'organisation est basée à Niamey  et regroupe tous les États du bassin du Niger ( Bénin, Burkina Faso, Cameroun, Tchad, Côte d'Ivoire, Guinée, Mali, Niger et Nigeria ). Les langues de travail sont l'anglais et le français.

## But
Le but de l'Autorité est de promouvoir la coopération entre les pays membres et d'assurer un développement intégré du Bassin du Niger dans tous les domaines de l'énergie, de l'hydraulique, de l'agriculture, de l'élevage, de la pêche et de la pisciculture, de la sylviculture et l'exploitation forestière, des transports et communications, et de l'industrie. Le Conseil des Ministres de l'Autorité est l'organe de contrôle.
L'organisation précédente, la Commission du Niger, a été fondée à Faranah, en Guinée, en 1964 et a été relancée sous sa forme actuelle en 1981.
La création de la Commission du Niger a été inspirée par la Tennessee Valley Authority.

## liens
- Site officiel

## littérature
- Autorité du Bassin du Niger. Documents fondateurs, novembre 1980, imprimés à l'Imprimerie Nationale de Guinée, archives personnelles de l'auteur.

## Preuve individuelle
1. ↑  http://www.abn.ne/index.php?view=article&catid=53%3Adocuments-officiels&id=211%3Aaccord-de-siege-entre-le-gouvernement-de-la-republique-du-niger-et-lautorite-du-bassin-du-niger&format=pdf&option=com_content&Itemid=46&lang=en
2. ↑  Member States http://www.abn.ne/index.php?option=com_content&view=category&layout=blog&id=5&Itemid=6&lang=en
3. ↑  Organisation des Nations Unies pour l'alimentation et l'agriculture, « Convention revisée portant creation de l'autorité du Bassin du Niger. Faite à N'djamena, le 29 Octobre 1987. »
4. ↑  Gründungsakte http://www.abn.ne/images/documents/Convention/revised_convention.pdf